# North Stack
North Stack (en gallois : Ynys Arw) est une île située juste à côté de Holy Island sur la côte nord-ouest d'Anglesey, au Pays de Galles.

## Histoire
North Stack peut également se référer à la pointe en face de l'île. C'est l'emplacement d'une ancienne station  de signalisation de brouillard construite en 1861 par Trinity House. Ces bâtiments abritent maintenant un observatoire d'oiseaux marins, donnant la vue sur le phare de South Stack. 
Les falaises de quartzite du précambrien de ce promontoire fournissent quelques-unes des ascensions rocheuses les plus connues en Grande-Bretagne.
North Stack a été le lieu d'un crash d'un bombardier américain B-24 de la 8th Air Force le 22 décembre 1944 qui a tué les huit équipages à bord.